# Astragalus lepsensis
Astragalus lepsensis är en ärtväxtart som beskrevs av Aleksandr Andrejevitj Bunge. Astragalus lepsensis ingår i släktet vedlar, och familjen ärtväxter. Inga underarter finns listade i Catalogue of Life.